# 汪惠仁
汪惠仁（1970年10月—），男，汉族，安徽潜山人，中华人民共和国政治人物。现任百花文艺出版社总编辑，《小说月报》《散文》主编。第十四届全国政协委员。